# Rémelfing
Ne doit pas être confondu avec Rémelfang.
Rémelfing [ʁemɛlfɛ̃] est une commune française située dans le département de la Moselle et le bassin de vie de la Moselle-Est, en région Grand Est.

## Géographie
- Commune résidentielle située à 2 km environ de la ville de Sarreguemines et à 4 km environ de la frontière franco-allemande.

### Communes limitrophes
| Sarreguemines |            |              |
|               | Rémelfing  | Sarreinsming |
|               | Neufgrange | Zetting      |

### Hydrographie
La commune est située dans le bassin versant du Rhin au sein du bassin Rhin-Meuse. Elle est drainée par la Sarre, le canal des houillères de la Sarre, le ruisseau de le Buchholz et le ruisseau le Steinbach.
La Sarre, d'une longueur totale de 129,2 km, est un affluent de la Moselle et donc un sous-affluent du Rhin, qui coule en Lorraine, en Alsace bossue et dans les Länder allemands de la Sarre (Saarland) et de Rhénanie-Palatinat (Rheinland-Pfalz).
Le Canal des houillères de la Sarre, d'une longueur totale de 65,1 km, prend sa source dans la commune de Grosbliederstroff et se jette  dans la Sarre à Sarreguemines, après avoir traversé 24 communes.
La qualité des eaux des principaux cours d’eau de la commune, notamment de la Sarre et du canal des Houilleres de la Sarre, peut être consultée sur un site spécial géré par les agences de l’eau et l’Agence française pour la biodiversité.

### Climat
Pour des articles plus généraux, voir Climat du Grand Est et Climat de la Moselle.
En 2010, le climat de la commune est de type climat des marges montargnardes, selon une étude du Centre national de la recherche scientifique s'appuyant sur une série de données couvrant la période 1971-2000. En 2020, Météo-France publie une typologie des climats de la France métropolitaine dans laquelle la commune est exposée à un climat semi-continental et est dans la région climatique  Vosges, caractérisée par une pluviométrie très élevée (1 500 à 2 000 mm/an) en toutes saisons et un hiver rude (moins de 1 °C).
Pour la période 1971-2000, la température annuelle moyenne est de 10,1 °C, avec une amplitude thermique annuelle de 17,2 °C. Le cumul annuel moyen de précipitations est de 872 mm, avec 12,1 jours de précipitations en janvier et 9,2 jours en juillet. Pour la période 1991-2020, la température moyenne annuelle observée sur la station météorologique de Météo-France la plus proche, « Kappelkinger_sapc », sur la commune de Kappelkinger à 19 km à vol d'oiseau, est de 10,6 °C et le cumul annuel moyen de précipitations est de 772,6 mm. 
La température maximale relevée sur cette station est de 38,8 °C, atteinte le 25 juillet 2019 ; la température minimale est de −19,6 °C, atteinte le 26 décembre 2010,,.
Les paramètres climatiques de la commune ont été estimés pour le milieu du siècle (2041-2070) selon différents scénarios d'émission de gaz à effet de serre à partir des nouvelles projections climatiques de référence DRIAS-2020. Ils sont consultables sur un site spécial publié par Météo-France en novembre 2022.

## Urbanisme

### Typologie
Au 1er janvier 2024, Rémelfing est catégorisée bourg rural, selon la nouvelle grille communale de densité à sept niveaux définie par l'Insee en 2022.
Elle appartient à l'unité urbaine de Sarreguemines (partie française), une agglomération internationale regroupant sept  communes, dont elle est une commune de la banlieue,,. Par ailleurs la commune fait partie de l'aire d'attraction de Sarreguemines (partie française), dont elle est une commune de la couronne,. Cette aire, qui regroupe 48 communes, est catégorisée dans les aires de 50 000 à moins de 200 000 habitants,.

### Occupation des sols
L'occupation des sols de la commune, telle qu'elle ressort de la base de données européenne d’occupation biophysique des sols Corine Land Cover (CLC), est marquée par l'importance des territoires artificialisés (49 % en 2018), en augmentation par rapport à 1990 (47,5 %). La répartition détaillée en 2018 est la suivante : 
zones urbanisées (49 %), forêts (22,4 %), prairies (15,1 %), zones agricoles hétérogènes (11,6 %), terres arables (1,9 %). L'évolution de l’occupation des sols de la commune et de ses infrastructures peut être observée sur les différentes représentations cartographiques du territoire : la carte de Cassini (XVIIIe siècle), la carte d'état-major (1820-1866) et les cartes ou photos aériennes de l'IGN pour la période actuelle (1950 à aujourd'hui).

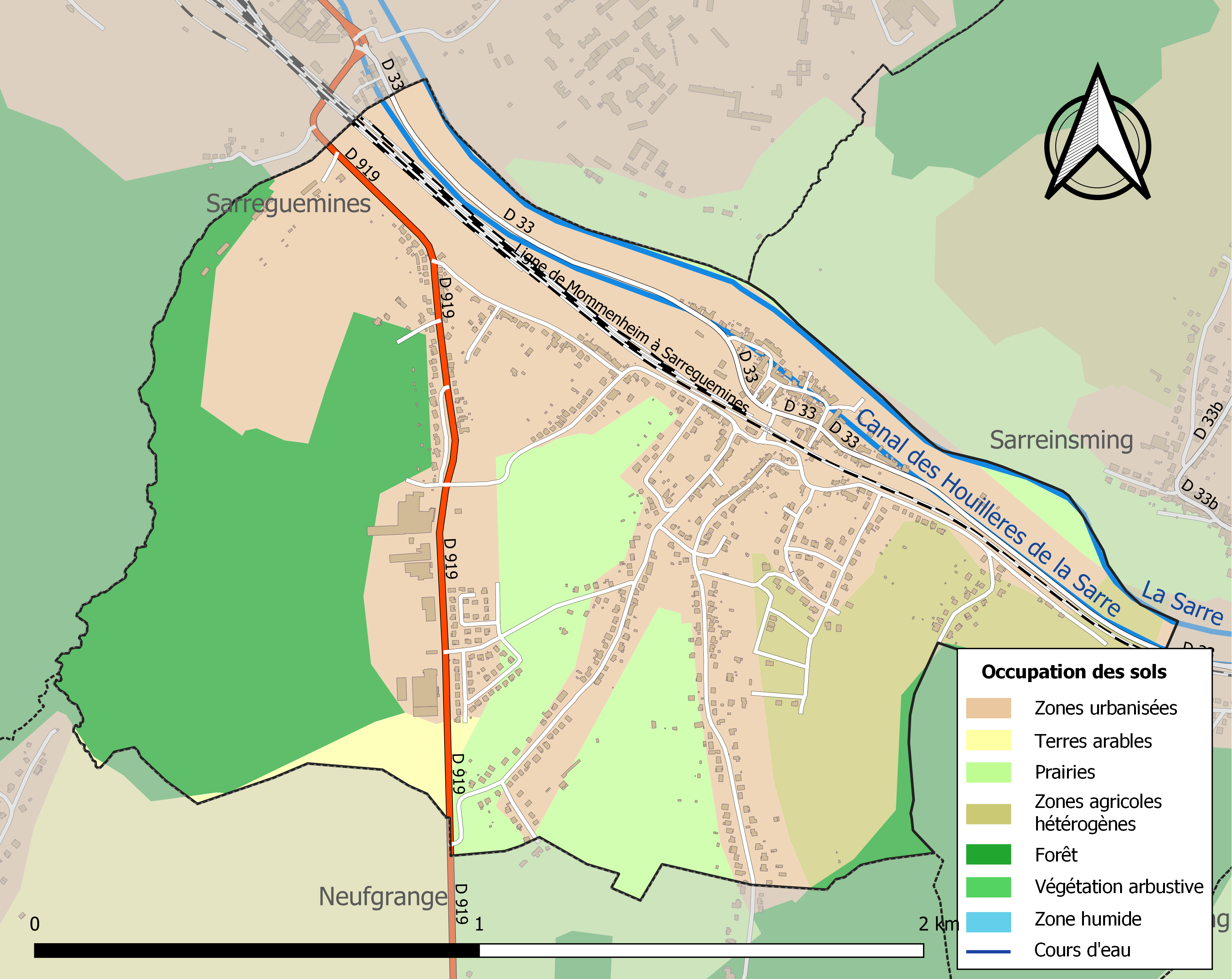
Carte des infrastructures et de l'occupation des sols de la commune en 2018 (CLC).

## Toponymie
- D'un nom de personne germanique Romolf suivi du suffixe -ingen/-ing.
- Rumelfingen (1398), Rumelfangen (1430), Romelfing (1482), Rumelfingen (1594), Rymelfanges (1625), Saar-Riemelfing (1693), Rimelfingen et Remelfingen (1756), Remelfing (1793), Remelfingen (1871-1918).
- En francique lorrain : Rimelfinge[16].
- Sobriquet des habitants : Rimelfinger Knippelspalter (les fendeurs de bûche de Rémelfing)[17].

## Histoire
- Village et fief mouvant de la châtellenie de Sarreguemines, aurait été fondé vers 800. Vers le milieu du XVIIIe siècle, il appartenait en totalité à la famille de Hausen au sein du duché de Lorraine.
- Steinbach était un écart de Rémelfing, démoli en 1891 afin d’y construire une voie de triage.
- En 1891, l'industriel Edouard Jaunez devint propriétaire du château pour la somme de 41000 marks et le transforma en château moderne[18].
- Le château fut acquis en 1912 par l'administration des chemins de fer d'Alsace et de Lorraine qui le fit démolir pour agrandir la voie de triage.
- Le village fut évacué en 1939 à Cellefrouin et Valence en Charente.
- Le village a été bombardé les 1er, 25 mai  et 19 novembre 1944. Il a été définitivement libéré par les troupes américaines le 6 décembre 1944.
- Le 11 juin 1982, le conseil municipal décida d'acquérir le château pour la somme de 350 000 francs dans le but de conserver ce patrimoine et de le rénover pour y aménager les services municipaux. La mairie y fut transférée en décembre 1996[19].

## Politique et administration
| Période                                  | Période        | Identité            | Étiquette | Qualité                                  |
| ---------------------------------------- | -------------- | ------------------- | --------- | ---------------------------------------- |
| Les données manquantes sont à compléter. |                |                     |           |                                          |
| Décembre 1857                            | Mai 1869       | Paul Bardon         |           | Propriétaire d'une fabrique d'allumette. |
| Les données manquantes sont à compléter. |                |                     |           |                                          |
| Janvier 1900                             | Janvier 1905   | Paul Ziegler        |           |                                          |
| 1905                                     | Novembre 1906  | Adam Schmitt        |           |                                          |
| Novembre 1906                            | Septembre 1914 | Louis Adamy         |           |                                          |
| Septembre 1914                           | Novembre 1918  | Henri Linder        |           |                                          |
| Novembre 1918                            | Décembre 1919  | Louis Adamy         |           |                                          |
| Décembre 1919                            |                | Jean Schaub         |           |                                          |
| Janvier 1945                             | Avril 1945     | Jean-Pierre Brucker |           |                                          |
| Avril 1945                               | Octobre 1945   | Jean Schaub         |           |                                          |
| Octobre 1945                             | Mars 1959      | Francis Ziegler     |           |                                          |
| Mars 1959                                | Octobre 1968   | Julien Bonicho      |           |                                          |
| Octobre 1968                             | Mars 1989      | Armand Jacobs       |           |                                          |
| Mars 1989                                | Mars 1995      | Rémy Nussbaum       |           |                                          |
| Mars 1995                                | Juillet 2005   | Roger Schmitt       |           |                                          |
| Juillet 2005                             | Mars 2008      | Gérard Eidesheim    |           |                                          |
| Mars 2008                                | En cours       | Hubert Bouring      |           |                                          |

## Démographie
L'évolution du nombre d'habitants est connue à travers les recensements de la population effectués dans la commune depuis 1793. Pour les communes de moins de 10 000 habitants, une enquête de recensement portant sur toute la population est réalisée tous les cinq ans, les populations de référence des années intermédiaires étant quant à elles estimées par interpolation ou extrapolation. Pour la commune, le premier recensement exhaustif entrant dans le cadre du nouveau dispositif a été réalisé en 2006.

En 2022, la commune comptait 1 308 habitants, en évolution de −6,97 % par rapport à 2016 (Moselle : +0,52 %, France hors Mayotte : +2,11 %).
| 1793 | 1800 | 1806 | 1836 | 1841 | 1861 | 1866 | 1871 | 1875 |
| ---- | ---- | ---- | ---- | ---- | ---- | ---- | ---- | ---- |
| 210  | 222  | 266  | 372  | 345  | 485  | 630  | 502  | 649  |

| 1880 | 1885 | 1890 | 1895 | 1900  | 1905  | 1910  | 1921 | 1926  |
| ---- | ---- | ---- | ---- | ----- | ----- | ----- | ---- | ----- |
| 623  | 741  | 764  | 901  | 1 004 | 1 072 | 1 110 | 953  | 1 052 |

| 1931 | 1936 | 1946 | 1954  | 1962  | 1968  | 1975  | 1982  | 1990  |
| ---- | ---- | ---- | ----- | ----- | ----- | ----- | ----- | ----- |
| 959  | 936  | 978  | 1 151 | 1 231 | 1 234 | 1 341 | 1 262 | 1 310 |

| 1999  | 2006  | 2011  | 2016  | 2021  | 2022  | - | - | - |
| ----- | ----- | ----- | ----- | ----- | ----- | - | - | - |
| 1 485 | 1 458 | 1 423 | 1 406 | 1 338 | 1 308 | - | - | - |

## Culture locale et patrimoine

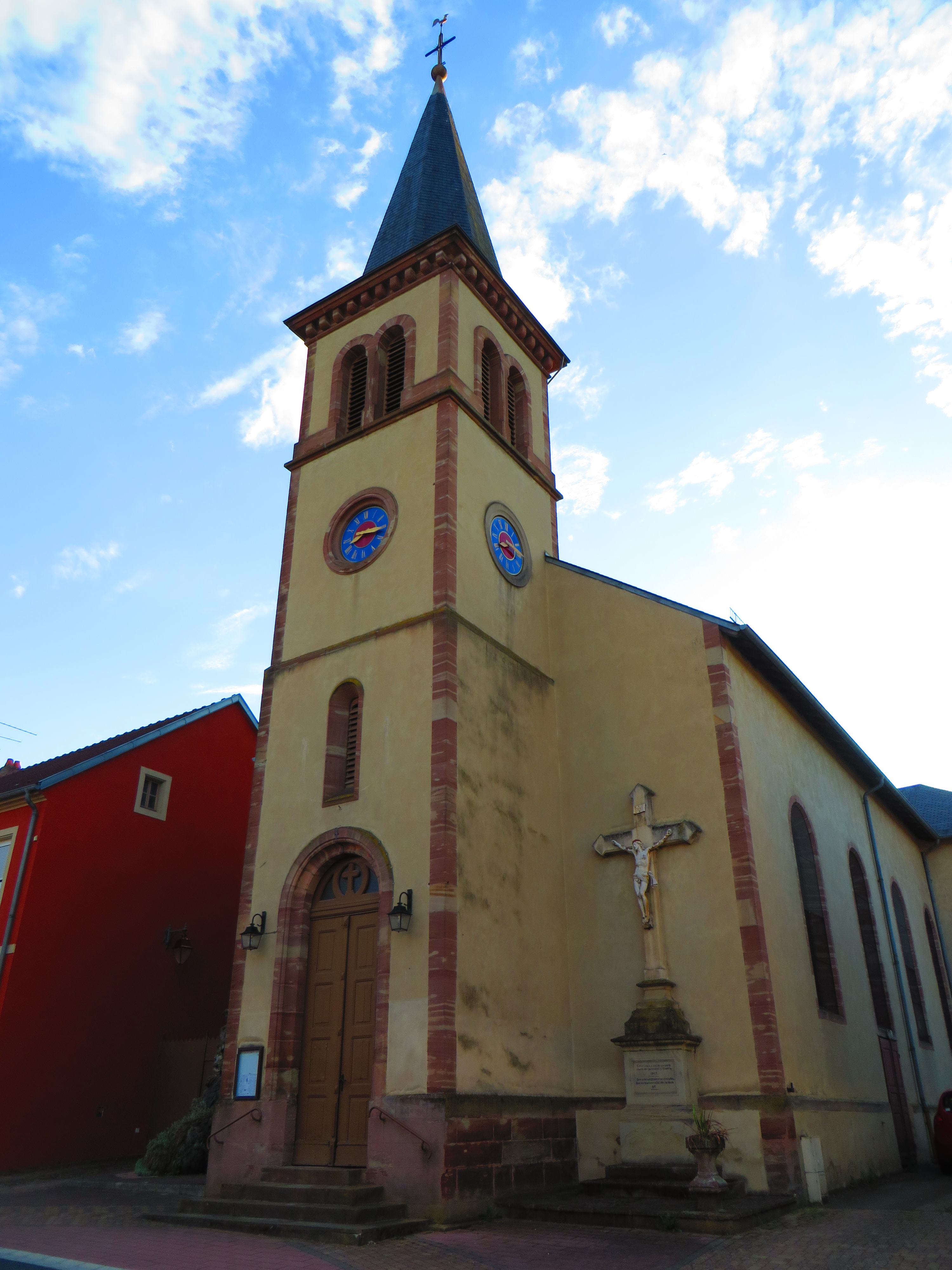
Église Saint-Pierre

### Lieux et monuments
- Château édifié en 1700 pour la famille de Gallonié, détruit en 1892 par l'industriel Edouard Jaunez qui fit reconstruire un nouveau château dans le style de la vallée de la Loire. L'administration des chemins de fer d'Alsace-Lorraine acquit le château pour agrandir la gare de triage et le démolit presque entièrement.
- Château du XVIIIe siècle construit à l'entrée du village, bel édifice avec une chapelle disparue au XIXe siècle.
- Église Saint-Pierre datant de 1853.

### Personnalités liées à la commune
- Mansuy Dominique Roget, baron de Belloguet (1760-1832), général des armées de la République et de l'Empire y est décédé.
- Edouard Jaunez, (1834-1918), ingénieur de l'École centrale Paris et entrepreneur, est un député protestataire lorrain qui devint propriétaire du château de Rémelfing en 1891.
- Maximilien Jaunez et sa femme Jeanne dite Pata de Montagnac (1882-1966) y vécurent[réf. nécessaire].
- Nicolas Seiler (en religion, Frère Apollinaire-Marie), (1867-1949), Frère des Écoles Chrétiennes, savant-botaniste en Colombie. Fondateur de la Revista de la Sociedad Colombiana de Ciencias Naturales.
- Joseph Halb, homme de théâtre.

### Héraldique
| Blason de Rémelfing | Blason  | Ecartelé aux 1 et 4 de gueules à deux clefs d'or en pal adossées d'or, accostées de deux croix de Lorraine d'argent, aux 2 et 3 d'azur à l'ancre d'argent, accostée de deux étoiles du même. |
| Blason de Rémelfing | Détails | Le statut officiel du blason reste à déterminer. |